# Romána
A Romána a Román női párja.

## Gyakorisága
Az 1990-es években szórványos név, a 2000-es években nem szerepel a 100 leggyakoribb női név között.

## Névnapok
- február 23.[2]
- május 22.[2]

## Híres Románák
- Romana Vynuhalova szlovák kosárlabdázó